# VII Governo Regional da Madeira
O VII Governo Regional da Madeira foi formado com base nas eleições legislativas regionais de 13 de outubro de 1996, em que o Partido Social Democrata (PPD/PSD) venceu com maioria absoluta. A tomada de posse ocorreu no dia 11 de novembro de 1996.

## Composição
Os membros do VII Governo Regional da Madeira eram:
| Retrato | Cargo                                                    | Detentor                                   | Partido | Partido | Período                                         |
| ------- | -------------------------------------------------------- | ------------------------------------------ | ------- | ------- | ----------------------------------------------- |
|         | Presidente do Governo Regional                           | Alberto João Cardoso Gonçalves Jardim      |         | PPD/PSD | 11 de novembro de 1996 a 14 de novembro de 2000 |
|         | Secretário Regional do Plano e da Coordenação            | José Paulo Baptista Fontes                 |         | PPD/PSD | 11 de novembro de 1996 a 14 de novembro de 2000 |
|         | Secretário Regional de Economia e Cooperação Externa     | José Agostinho Gomes Pereira de Gouveia    |         | PPD/PSD | 11 de novembro de 1996 a 14 de novembro de 2000 |
|         | Secretário Regional de Agricultura, Florestas e Pescas   | Manuel Jorge Bazenga Marques               |         | PPD/PSD | 11 de novembro de 1996 a 14 de novembro de 2000 |
|         | Secretário Regional do Equipamento Social e Ambiente     | Jorge Manuel Jardim Fernandes              |         | PPD/PSD | 11 de novembro de 1996 a 14 de novembro de 2000 |
|         | Secretário Regional do Turismo e Cultura                 | João Carlos Nunes Abreu                    |         | PPD/PSD | 11 de novembro de 1996 a 14 de novembro de 2000 |
|         | Secretário Regional dos Recursos Humanos                 | Eduardo António Brazão de Castro           |         | PPD/PSD | 11 de novembro de 1996 a 14 de novembro de 2000 |
|         | Secretário Regional de Educação                          | Francisco Miguel Azinhais Abreu dos Santos |         | PPD/PSD | 11 de novembro de 1996 a 14 de novembro de 2000 |
|         | Secretário Regional dos Assuntos Sociais e Parlamentares | Rui Adriano Ferreira de Freitas            |         | PPD/PSD | 11 de novembro de 1996 a 14 de novembro de 2000 |